# 조건부 주석
조건부 주석이란 HTML을 이용해 웹 사이트를 마크업할 때에 크로스 브라우징을 할 경우에 HTML의 주석 태그를 이용하여서 인터넷 익스플로러에 대해 적용하기 위한 특수한 형식의 주석이다.

## 조건부 주석 사용 예제
다음은 조건부 주석을 사용하여 마크업한 예제이다.
```
<!--[If IE 6]>
    <script type="text/javascript">
        alert("Please Upgrade Your BROWSER !");
    </script>
<![endif]-->

```

## 조건부 주석 사용을 위한 문법
| 주석의 형식                                                             | 문법에 맞게 마크업한 예제                 |
| ----------------------------------------------------------------------- | ----------------------------------------- |
| 표준적인 주석의 형식                                                    | <!-- 주석의 내용-->                       |
| 조건부 주석 미지원 브라우저에 대해서 조건부 주석을 표시하지 않는 형태   | <!--[If 조건]> 마크업할 내용 <![endif]--> |
| 조건부 주석 미지원 브라우저에 대해서 조건부 주석을 그대로 출력하는 형태 | <![If 조건]> 마크업할 내용 <![endif]>     |

조건부 주석을 이용하면 주석 내부에 있는 내용은 지원하는 브라우저에서 조건이 참이면 마크업된 내용은 브라우저에 렌더링된다. 다음은 조건부 주석을 사용하기 위하여 조건부 주석의 조건에 대해서 안내한 표이다.
| 조건의 내용            | 예제                  | 조건에 대한 설명                                                                  |
| ---------------------- | --------------------- | --------------------------------------------------------------------------------- |
| IE                     | [If IE]               | 버전의 높고 낮음을 막론하고 모든 버전의 IE에 대해서 참 값을 가지게 하는 조건이다. |
| IE Version             | [If IE 7]             | 특정 버전의 IE에서만 참 값을 가지게 하는 조건이다.                                |
| WindowsEdition         | [If WindowsEdition]   | 윈도우에서 구동하는 IE라면 참 값을 가지게 하는 조건이다.                          |
| WindowsEdition Version | [If WindowsEdition 1] | 특정 버전의 IE에서만 참 값을 가지게 하는 조건이다.                                |
| true                   | [If true]             | 항상 참 값을 가진다.                                                              |
| false                  | [If false]            | 항상 거짓 값을 가진다.                                                            |

조건부 주석은 위의 표에 나열된 조건 외에도 세부적인 조건을 사용할 수가 있다. 다음은 그러한 조건들에 대하여 안내한 표이다.
| 조건의 내용 | 예제                     | 조건에 대한 설명 |
| ----------- | ------------------------ | --- |
| !           | [If !IE]                 | IE가 아닐 경우에 참 값을 가진다.                                                                                          |
| lt          | [If lt IE 9]             | 이 조건은 버전 값을 항상 필요로 하며 해당 버전 미만의 버전의 IE에서 항상 참 값을 가진다. (lt = less than)                 |
| lte         | [If lte IE 9]            | 이 조건 역시 버전 값을 항상 필요로 하며 해당 버전 이하의 버전에서 항상 참 값을 가진다. (lte = less than or equal)         |
| gt          | [If gt IE 6]             | 이 조건은 버전 값을 항상 필요로 하며 해당 버전을 초과하는 버전의 IE에서 항상 참 값을 가진다. (gt = greater than)          |
| gte         | [If gte IE 6]            | 이 조건 역시 버전 값을 항상 필요로 하며 해당 버전 이상의 버전의 IE에서 항상 참 값을 가진다. (gte = greater than or equal) |
| ()          | [If !(IE 7)]             | 세부적인 표현을 위한 형식이다. 수학의 계산과 프로그래밍과 동일하게 괄호 안의 표현식부터 먼저 처리된다.                    |
| &           | [if (gt IE 5)&(lt IE 7)] | 프로그래밍에서의 &와 동일하게 "그리고"를 의미한다.                                                                        |
| \|          | [if (IE 6)\|(IE 8)]      | 프로그래밍에서의 \|\|와 동일하게 "또는"을 의미한다.                                                                       |

## 자바스크립트를 이용한 조건부 주석
Internet Explorer 4 이상에서는 자바스크립트를 이용한 조건부 주석을 지원한다. 다음은 그에 대한 예제이다.
```
<script type="text/javascript">
/*@cc_on
    var Text = "당신은 IE 4 또는 그 이상의 버전을 사용중이군요 !";
    document.writeln(Text);
@**/
</script>

```

다음은 IE의 Javascript 처리 엔진의 버전을 이용한 기법이다. 다음에 나오는 스크립트는 윈도우 XP 서비스 팩 3에서의 IE 6일 경우의 엔진 버전이다.
```
@_jscript_version == 5.7

```

다음은 모든 버전에 IE에 적용하기 위하여 엔진의 버전을 이용하여 표현한 방법이다.
```
<script type="text/javascript">
/*@cc_on
  @if (@_jscript_version == 10)
    document.write("IE 10");
  @elif (@_jscript_version == 9)
    document.write("IE 9");
  @elif (@_jscript_version == 5.8)
    document.write("IE 8");
  @elif (@_jscript_version == 5.7 && window.XMLHttpRequest)
    document.write("IE 7");
  @elif (@_jscript_version == 5.7 && !window.XMLHttpRequest)
    document.write("IE 6"); // 엔진의 버전은 올라갔으나 엔진 내에 Ajax를 위한 기본 객체가 없는 경우이므로 IE 6에 해당한다.
  @elif (@_jscript_version == 5.6)
    document.write("IE 6");
  @elif (@_jscript_version == 5.5)
    document.write("IE 5.5");
  @else
    document.write("IE 5.5 이하의 버전의 브라우저를 사용중입니다. 업그레이드를 권장합니다.");
  @end
@*/
</script>

```

## 같이 보기
- CSS 핵